# Robert van Eyck
Robert Floris van Eyck (né le 3 mai 1916 à La Haye, aux Pays-Bas, et mort le 19 décembre 1991 à Ashford, au Royaume-Uni) est un peintre et un poète hollandais de langue anglaise.

## Biographie
Fils du philosophe Pieter Nicolaas van Eyck (1887-1954) et de son épouse Nelly Benjamins (1891-1971), Robert van Eyck a un frère, l'architecte Aldo van Eyck (1918-1999). Né aux Pays-Bas, le jeune homme passe une partie de son enfance à Londres, où son père est correspondant pour le Nieuwe Rotterdamsche Courant.
Devenu adulte, Robert van Eyck publie plusieurs recueils de poésie. Il pratique par ailleurs la sculpture et la peinture.
En 1962, il épouse la princesse Christine de Hesse-Cassel, avec laquelle il a deux enfants avant de divorcer en 1985.

## Recueils de poèmes
- Perpetual treason. Poems, Sidcot, 1939 ;
- Endless interval. Poems, Rijswijk, 1941 ;
- An endless episode, Londres, 1965.

## Catalogue de peintures
- Catalogue of an exhibition of paintings, 22 novembre-19 décembre 1962, Brook Street Gallery, Londres, 1962.